# Mikolajice
Mikolajice (niem. Niklowitz) – gmina w Czechach, w powiecie Opawa, w kraju morawsko-śląskim. Według danych z dnia 1 stycznia 2012 liczyła 264 mieszkańców.
Miejscowość została po raz pierwszy wzmiankowana w 1389. Była jedną z tzw. morawskich enklaw na Śląsku (cypla w okolicy Litultovic).
W latach 1979–1990 miejscowość stanowiła część gminy Melč.

## Galeria

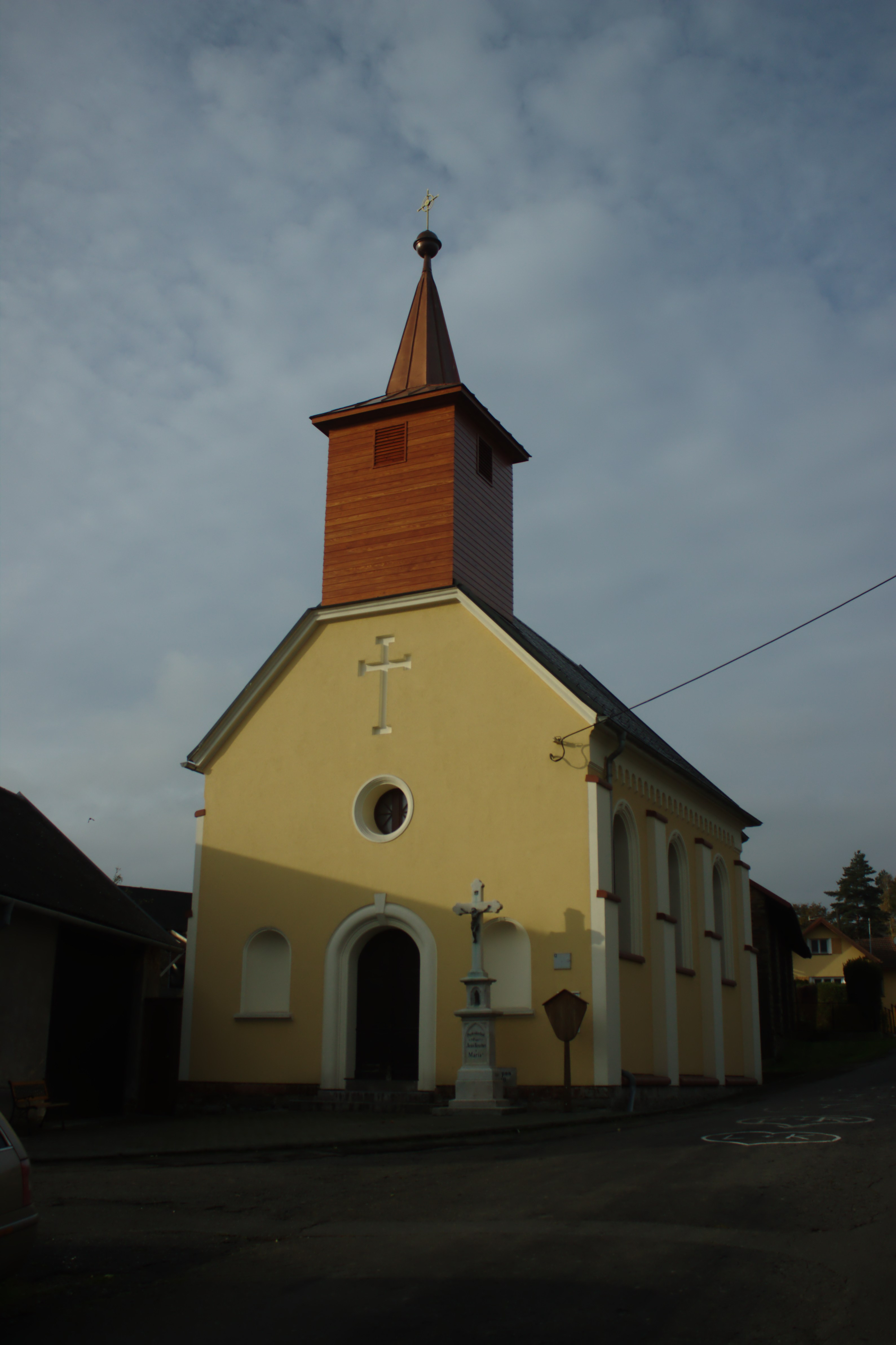
Kaplica
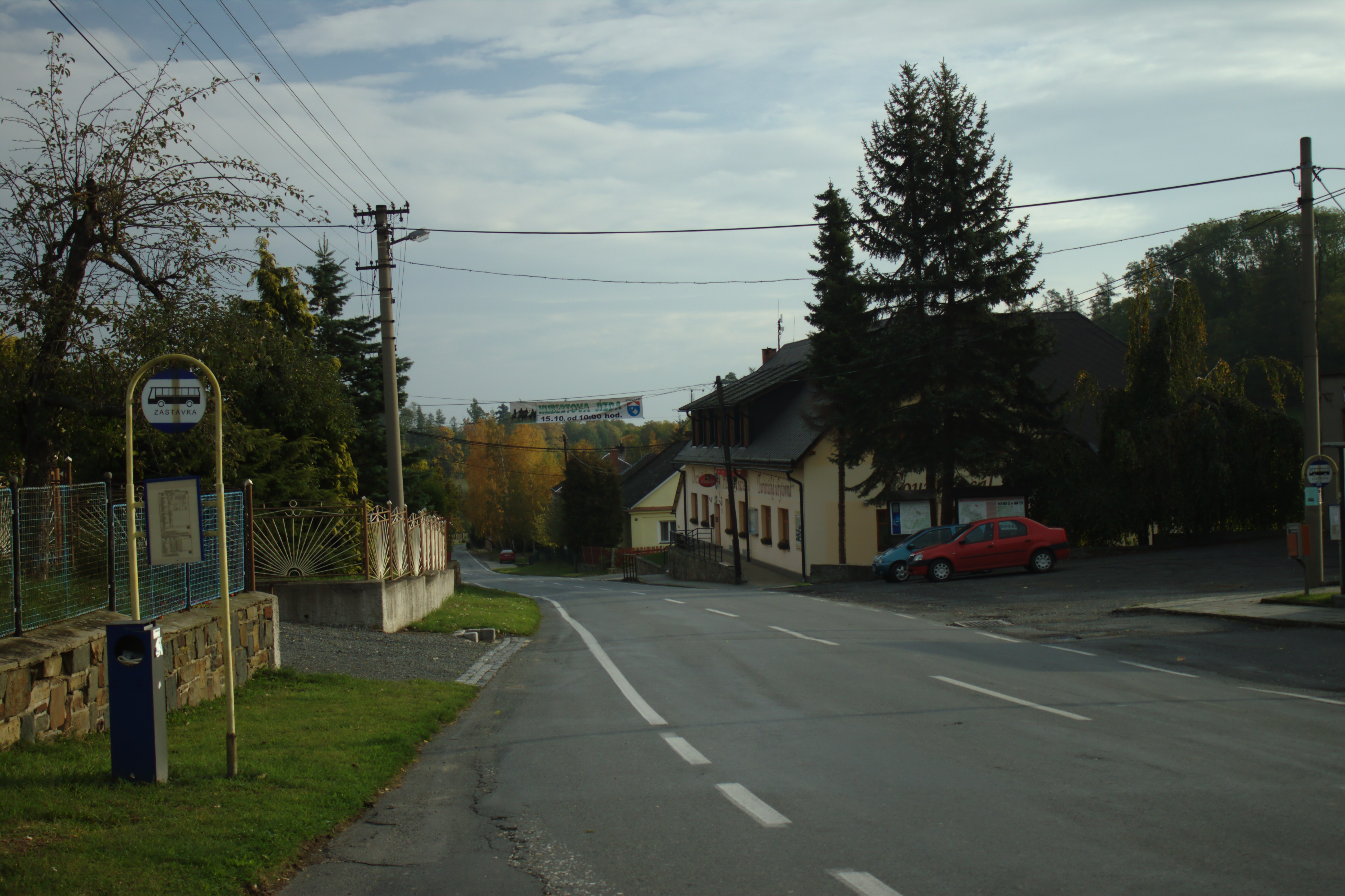
Nawsie
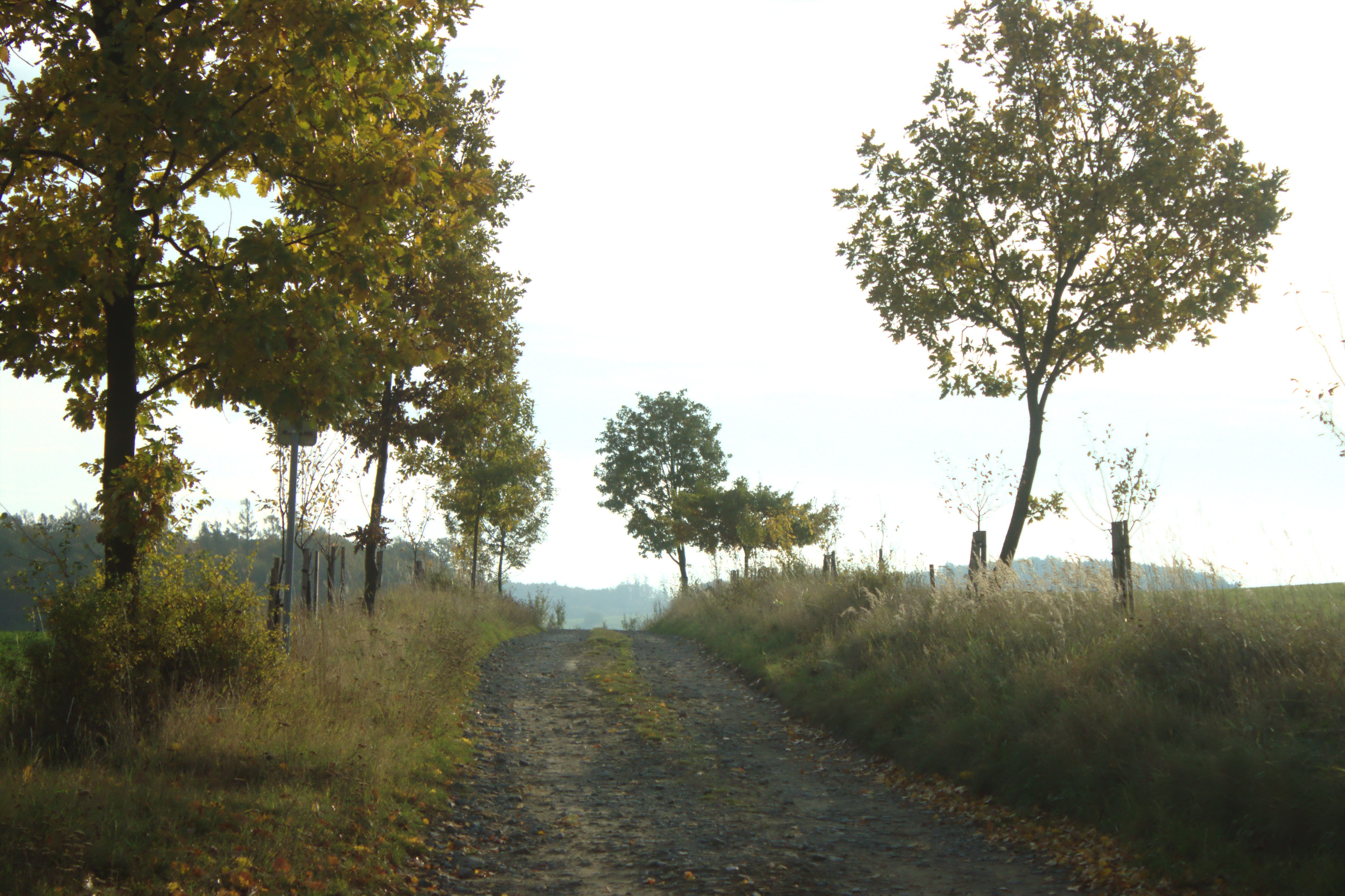
Droga